# Оксид-сульфат свинца(II)
Оксид-сульфат свинца(II) — неорганическое соединение, 
оксосоль металла свинца и серной кислоты
с формулой PbO•PbSO4,
бесцветные кристаллы,
не растворимые в воде.

## Получение
- В природе встречается минерал ланаркит — PbO•PbSO4[2].

## Физические свойства
Оксид-сульфат свинца(II) образует бесцветные кристаллы
моноклинной сингонии, пространственная группа I 2/m, параметры ячейки a = 1,236 нм, b = 0,568 нм, c = 0,705 нм, β = 94,53°, Z = 4
.
Не растворяется в воде.

## Применение
- Добавка к цинковым и свинцовым белилам для повышения устойчивости покрытия.